# Sibbarps socken
Sibbarps socken i Halland ingick i Faurås härad, ingår sedan 1971 i Varbergs kommun och motsvarar från 2016 Sibbarps distrikt.
Socknens areal är 63,03 kvadratkilometer, varav 60,08 land. År 2000 fanns här 676 invånare. Kyrkbyn Sibbarp med sockenkyrkan Sibbarps kyrka ligger i socknen. Det gör även Ästad vingård, vars restaurang Äng kom med i Michelinguiden 2021.

## Administrativ historik
Sibbarps socken har medeltida ursprung.
Vid kommunreformen 1862 övergick socknens ansvar för de kyrkliga frågorna till Sibbarps församling och för de borgerliga frågorna till Sibbarps landskommun. Landskommunen inkorporerades 1952 i Tvååkers landskommun som 1971 uppgick i Varbergs kommun. Församlingen uppgick 2006 i Sibbarp-Dagsås församling.
1 januari 2016 inrättades distriktet Sibbarp, med samma omfattning som församlingen hade 1999/2000. 
Socknen har tillhört fögderier och domsagor enligt Faurås härad. De indelta båtsmännen tillhörde Norra Hallands första båtsmanskompani.

## Geografi och natur
Sibbarps socken ligger norr om Falkenberg och norr om Ätran. Socknen är sjörik kuperad skogsbygd i norr och öster och har odlade dalbygder i söder.
De största insjöarna är Skärsjön som delas med Grimetons och Dagsås socknar, Byasjön som delas med Dagsås socken, Ottersjön som delas med Dagsås socken, Valsjön som delas med Grimetons och Rolfstorps socknar samt Älvasjön.
De västra delarna av socknen domineras av röd gnejs medan de östra domineras av grå gnejs. I bland annat Stegared förekommer amfibolit. Församlingen är relativt kuperad med ett stort antal kullar med en topphöjd på upp till omkring 180 meter över havet. I Angryd häckar tornfalk och i Högryd har bivråk häckat.
Det finns hela sju naturreservat i socknen: Nabben som delas med Rolfstorps socken och Skogsbo ingår i EU-nätverket Natura 2000 medan Toppbjär som delas med Grimetons socken, Mjällbjär som delas med Köinge socken i Falkenbergs kommun, Långanskogen, Slättagärde och Valaklitt är kommunala naturreservat.
I Risen fanns förr ett gästgiveri.
Området domineras av små och medelstora jordbruk. En del mindre industrier har finns eller har funnits i socknen, som en fiskkonservfabrik, lådfabrik, sågverk och fabrik för smördrittelstillverkning.

## Fornlämningar och historia
Från stenåldern finns flera boplatser, från bronsåldern spridda högar, gravrösen och stensättningar och från järnåldern gravar. Offerkällan Asmunds källa finns här.
Under medeltiden fanns järnutvinning i Järnvirke, liksom i närliggande Järnmölle, Tvååker. I Folkared har ett sirligt korsformat spänne från 1400-talet hittats. Vid Byasjön finns av ruiner av det vallomgivna stenhuset Truedsholm, anläggningen förekommer enbart på danska kartor från 1500-talet.
Mellan 1927 och 1975 fanns Sibbarps JUF i socknen. Föreningen hade under 1960- och 1970-talet ett damvolleybollag som spelade i division I (nuvarande elitserien) under totalt fyra säsonger., medan herrlaget som bäst spelade i näst högsta serien. Volleybollen hade, som på många andra platser, kommit till socknen genom 4H-rörelse

## Namnet
Namnet (cirka 1300 Sigbiorna-thorp) kommer från kyrkbyn. Förleden innehåller mansnamnet Sigbjörn (Sibbe). Efterleden är torp, 'nybygge'.

## Befolkningsutveckling
| Befolkningsutvecklingen i Sibbarps socken 1810–1990                                                     | Befolkningsutvecklingen i Sibbarps socken 1810–1990 | Befolkningsutvecklingen i Sibbarps socken 1810–1990 | Befolkningsutvecklingen i Sibbarps socken 1810–1990 | Befolkningsutvecklingen i Sibbarps socken 1810–1990 |
| --- | --------------------------------------------------- | --------------------------------------------------- | --------------------------------------------------- | --------------------------------------------------- |
| |                                                     |                                                     |                                                     |                                                     |
| År |                                                     |                                                     | Folkmängd                                           |                                                     |
| 1810 | 1810                                                |                                                     | 646                                                 |                                                     |
| 1820 | 1820                                                |                                                     | 630                                                 |                                                     |
| 1830 | 1830                                                |                                                     | 682                                                 |                                                     |
| 1840 | 1840                                                |                                                     | 718                                                 |                                                     |
| 1850 | 1850                                                |                                                     | 860                                                 |                                                     |
| 1860 | 1860                                                |                                                     | 1 079                                               |                                                     |
| 1870 | 1870                                                |                                                     | 1 225                                               |                                                     |
| 1880 | 1880                                                |                                                     | 1 281                                               |                                                     |
| 1890 | 1890                                                |                                                     | 1 098                                               |                                                     |
| 1900 | 1900                                                |                                                     | 1 017                                               |                                                     |
| 1910 | 1910                                                |                                                     | 965                                                 |                                                     |
| 1920 | 1920                                                |                                                     | 1 025                                               |                                                     |
| 1930 | 1930                                                |                                                     | 993                                                 |                                                     |
| 1940 | 1940                                                |                                                     | 942                                                 |                                                     |
| 1950 | 1950                                                |                                                     | 903                                                 |                                                     |
| 1960 | 1960                                                |                                                     | 820                                                 |                                                     |
| 1970 | 1970                                                |                                                     | 710                                                 |                                                     |
| 1980 | 1980                                                |                                                     | 712                                                 |                                                     |
| 1990 | 1990                                                |                                                     | 701                                                 |                                                     |
| Anm: Källor: Umeå universitet - Tabellverket 1749-1859, Demografiska databasen, CEDAR, Umeå universitet |                                                     |                                                     |                                                     |                                                     |

## Kända personer från Sibbarp
- Birgit Finnilä
- Gärda Svensson, första kvinnliga riksdagsledamoten för bondeförbundet